# Atheneum Karel Buls
Ne doit pas être confondu avec l'Athénée Buls-Catteau.
Le Hoofdstedelijk Atheneum Karel Buls ou Athénée Charles Buls est une école communale néerlandophone située avenue de la Sarriette dans le quartier du Mutsaard sur la frontière entre Laeken et Neder-Over-Heembeek. Elle est nommée en l'honneur de Charles Buls, ancien bourgmestre de Bruxelles.
Elle a joué un rôle important dans le développement du quartier du Mutsaard comme les écoles catholiques Jan-van-Ruusbroeckollege ou le lycée Maria Assumpta. Son pendant francophone est l'athénée des pagodes.

## Histoire
L'école Normale de Bruxelles fut créée en 1874 par le conseil communal de Bruxelles. En 1925, elle prendra le nom d'École Charles Buls. En 1914, une section néerlandophone s'ouvre avant de commencer à devenir autonome avant de s'établir rue de Rollebeek. Il fut alors décidé de la coupler avec une école secondaire : la Karel Bulsschool. Devant son nombre croissant d'élèves, il fut décidé en 1976, d'en construire une extension à Laeken. Elle devint ainsi, l'école néerlandophone homologue de la nouvelle école tout juste construite : l'athénée des pagodes.
En 2016-2017, elle faisait partie des quatre écoles tests concernées par le stage civique.